# Danny Holla
Danny Holla (ur. 31 grudnia 1987 w Almere) – holenderski piłkarz występujący na pozycji pomocnika. Od 2017 gra w FC Twente.

## Kariera klubowa
Danny Holla swoją karierę seniorską rozpoczął w 2006 roku w klubie FC Groningen, w którym występował do 2012 roku. W tym czasie, w sezonie 2007/2008 został wypożyczony do zespołu PEC Zwolle. W styczniu 2012 roku został wypożyczony do VVV Venlo. W czerwcu 2012 podpisał dwuletni kontrakt z ADO Den Haag z możliwością przedłużenia o kolejny rok. W sierpniu 2014 podpisał trzyletnią umowę z Brighton & Hove Albion. W 2016 przeszedł do PEC Zwolle. W sezonie 2016/2017 grał w PEC Zwolle, a latem 2017 trafił do FC Twente.